# Orquesta La Solución
Orquesta La Solución es un grupo musical de salsa, originaria de Mayagüez, Puerto Rico y creada por el bajista Roberto Rivera en 1974.
Esta orquesta se caracteriza por el sonido de sus cuatro trombones y por los diversos cantantes que pasaron por la Orquesta. Siendo uno de los más destacados Jaime "Megüí" Rivera quien fue uno de los integrantes originales de La Solución. La Solución tuvo diversos éxitos musicales, tales como: «La Rueda», «Amor Imposible», «Una Canita al Aire», «La Vecina», «Amor de Tango», «Separemos Nuestras Vidas» y más. 

## Historia
La Solución se creó en Mayagüez, Puerto Rico, en el año 1974 cuando Roberto Rivera buscaba tener su propia orquesta en donde los músicos e integrantes puedan tener la libertad musical-creativa, algo que en algunas otras agrupaciones no había, de ahí surge el nombre de "La Solución", según cuenta Rivera.

"Entonces buscamos un nombre y no sabíamos, pero dijimos bueno si ésta es la solución a nuestro problema (la libertad musical-creativa), pues vamos a ponerle al grupo La Solución y entonces Tato Rico era uno de los cantantes y le pusimos así (al primer disco), Orquesta La Solución con Tato Rico al frente".
Roberto Rivera en una entrevista sobre los inicios de La Solución.

A lo largo de su historia, han tenido éxitos musicales con gran aceptación siendo traducido en ventas y reconocimientos como: El Premio Diplo de Puerto Rico, El Trofeo de Salsa en Lima, Perú, El Pergamino Costeñidad Colombiana en Barranquilla, Colombia, Record World New York, El Búho de Oro en Panamá, Orquesta Revelación del Año en Puerto Rico, Disco de Oro y Platino en ventas TH Rodven, este último recibido entre 1980 y 1981 por las producciones discográficas Orquesta La Solución y La Solución!, en las cuales se encontraban los temas «La Rueda», interpretado por Frankie Ruiz, y «Una Canita al Aire», interpretado por Jaime “Megüi” Rivera (hermano del director de la orquesta) respectivamente. Una aclaración: Frankie Ruiz quien se suponía iba a cantar ese LP pero no lo hizo ya que había salido de la orquesta para estar al frente de la de Tommy Olivencia, aun así la compañía lanzó irresponsablemente la carátula con la foto de Frankie Ruiz, lo que ha llevado a pensar a los salseros que es Frankie el que canta ese LP y el tema “Una canita al aire”, pero quien realmente lo canta es Jaime “Megüi” Rivera.
En los 80s fueron invitados para acompañar a artistas como Héctor Lavoe, Rubén Blades y Celia Cruz.

## Discografía
- 1975: La Juma De Ayer (Cantan: Esteban "Tato Rico" Ramírez & Jaime "Megüi" Rivera.)
- 1979: Roberto Rivera & La Solución (Primer álbum con Frankie Ruiz; más tarde reeditado como Frankie Ruiz y La Solución)[5]
- 1980: Orquesta La Solución
- 1981: La Solución!
- 1982: Orquesta La Solución
- 1983: La Solución
- 1985: Una Canita Más
- 1986: Brindemos
- 1987: Buena Pesca
- 1989: El Original De Puerto Rico
- 1991: Clásico
- 1993: A Bailar Pa’ Dentro
- 1999: Alcanzar Una Estrella
- 2005: 30 Aniversario
- 2008: A Través Del Tiempo
- 2012: Refreshing
- 2014: Viajero del Tiempo